# Higher Plane
«Higher Plane» es una canción interpretada por la banda estadounidense Kool & the Gang. Fue publicada en agosto de 1974 como el sencillo principal de su quinto álbum de estudio Light of Worlds.

## Recepción de la crítica
Un escritor no especificado de la revista Cash Box escribió: “Repleto de ese ‘sonido disco de Nueva York’ que tiene a gente de costa a costa bailando, ya ha habido mucha aceptación en este disco”.

## Rendimiento comercial
En Estados Unidos, «Higher Plane» debutó en el puesto número 75 en la lista Hot Soul Singles durante la semana que terminó el 31 de agosto de 1974, donde se desempeñó como el debut más alto de la edición. Después de escalar de manera constante la lista durante seis semanas consecutivas, encabezó la lista el 26 de octubre de 1974, donde desplazó la canción de B. T. Express, «Do It ('Til You're Satisfied)», del puesto más alto. «Higher Plane» salió de la lista Hot Soul Singles el 30 de noviembre en la posición número 45; en total, pasó catorce semanas consecutivas entre los rankings de la lista. Fue su segundo número uno en la Hot Soul Singles en 1974, después de que «Hollywood Swinging» encabezara la lista el 8 de junio.

## Lista de canciones
7-inch single – De-Lite DEP 1562
1. «Higher Plane» – 3:15
2. «Wild Is Love» – 3:22

## Posicionamiento
| Gráfica (1974)                              | Pico de posición |
| ------------------------------------------- | ---------------- |
| Canadá (RPM Top Singles)                    | 73               |
| Estados Unidos (Billboard Hot 100)          | 37               |
| Estados Unidos (Billboard Hot Soul Singles) | 1                |